# Теодор Илић Чешљар
Теодор Илић - Чешљар (Чуруг, 1746 — Бачко Петрово Село, 1793) био је српски сликар и иконописац,

## Биографија
Теодор је рођен 1746. године, највероватније у Чуругу (Бачка), а умро је 20. новембра 1793. године у Бачком Петровом Селу у 47. години живота. По другом извору, рођен је у Темишвару, почетком 1746. године. Прозван је са "Чешљар". У Темишвару је завршио основну школу.
Бавио се сликарством и сликао је углавном иконостасе и портрете. Претпоставља се да је сликарство учио код познатих уметника у ,Темишвару и Новом Саду, где је живео око 1769. године. Први његови познати радови су: Четири јеванђелиста на звонику цркве у Будиму из 1776. године, које је радио са сликаром Михаелом Соколовићем. По неким старијим биографима, Чешљар се 1786. године уписао на Бечку сликарску академију. По Лазару Николићу, похађао је Чешљар бечку Уметничку академију до 1789. године. Уследио је затим његов студијски пут у Италију, где се бави у Риму. Из Италије запутио се у царску Русију, да би дубље проникао у православни живопис.
Први иконостас, према неким биографима, радио је 1789. године за цркву у Мокрину; затим је сликао иконостасе у Великој Кикинди 1791. године, у Старој Кањижи 1791. године и у Бачком Петровом Селу од 1792. до 1793. године, где је и умро и сахрањен. Жена неког трговца "грк Пере" подигла му је касније надгробни камен (споменик). Исповедио се старобечејском пароху Луки Поњавичком, који је тако остао извор његових биографских података. Посао је иконописац иначе започео у српској школи где је уредио радионицу, а успео је да заврши преко 20 икона. Његов посао (али и "поправку" икона) извршио је иконописац Петар Чортановић. Српско учено друштво из Београда је покушавало 1867-1868. године да од црквене општине у Петровом Селу измоли неке Чешљарове иконе. Мештанин Урош Михајловић је највише допринео да се сачува сећање на Чешљара.
Осим тога, не зна се када, насликао је неколико икона за доњу цркву у Сремским Карловцима и иконостас манастира Ковиља у Бачкој, који је страдао у Великој буни 1848. године.
Према наводима из литературе и биографима Теодора Илића Чешљара, он је био сјајан колорист, изванредно инветиван у компоновању. Није увек сликао у духу барока, као остали његови савременици, већ нагиње меким и нежним бојама, свиластој фактури лазурном сликању, као мајстори француског рококоа.
Данас се не зна поуздано које је све потрете сликао Теодор Илић Чешљар, али је сигурно да је насликао портрет Павла Авакумовића, потписан и датиран из 1789. године, портрет непознатог свештеника (Народни музеј у Београду), велики портрет Јован Јовановића Шакабенте из 1787. године (Музеј у Вршцу), већи број црквених великодостојника (Црквени музеј у Београду) и такође портрет Јована Јовановића Шакабенте (Владичин двор у Новом Саду), који се додуше преписује Јакову Орфелину.
На овим портретима Чешљар се доказује као мајстор цртежа, такође сензибилан и истанчан колорист као и на иконама, с изузетком портрета Јована Шакабенте, који је у извесној мери хладан и конвеционалан.
Чешљар се огледа у композицијама. Чувена је Мученња свете Варваре коју је сликао 1785. године, за унијатског епископа у Великом Вараду. На овом платну има много сећања на венецијанске декоративне сликаре, али још више на прве покушаје уздржаног, рационалистичког француског класицизма.
Много су више у интенцијама венецијанског сликарства две велике зидне слике у цркви у Великој Кикинди: Тајна Вечера и Христос у слави, ремек-дела српскога барокног сликарства ванредно компоновано топло и сочно у боји, изврсно постаљена у простор.
Чешљар несумњиво спада међу највеће сликаре српског барока. Има сигурно цртачко знање, зна да компонује, инвентиван је и не понавља се, као што је то био тада чест обичај код сликара иконостаста барконог правца.
Његова палета је топла и нежна, најчешће у ружичастој или окер гами, са богатим преливима и валерским решењима. Његове слике, изведене обично са лазурама, прожете су фином, искричавом светлошћу у којој сенке делују прозрачно и лако.
По сликарском поступку и инспирацији, а нарочито по свом колориту, Чешљар је близак сликарству француског рокока.